# Производство на въоръжение и боеприпаси
Производството на въоръжение и боеприпаси е подотрасъл на металообработващата промишленост в Статистическата класификация на икономическите дейности за Европейската общност.
Секторът обхваща производството на оръжие от газови пистолети и ловни пушки до ракетни пускови установки и артилерийски оръдия, както и боеприпаси от различен вид, но не и на хладно оръжие и военни машини.